# Mountaga Tall
Mountaga Tall (*Ségou 10 december 1956) is een Malinees politicus. Hij geeft leiding aan het Congrès national d'initiative démocratique (CNID) waarvan hij in 1990 medeoprichter was. 

## Biografie
Tall is advocaat van beroep en was in oktober 1990 samen met Demba Diallo oprichter van het Congrès national d'initiative démocratique (Nationaal Centrum van het Democratisch Initiatief, CNID). Oppositiepartijen waren indertijd nog verboden door het toenmalige regime en gedurende het najaar van 1990 en het voorjaar van 1991 organiseerde het CNID demonstraties tegen de regering en vóór de invoering van een meerpartijendemocratie. In 1991 kwam de dictatuur in Mali tot een einde en werden politieke partijen gelegaliseerd. Diallo was in 1992 presidentskandidaat namens het CNID en eindigde als derde met ruim 11% van de stemmen. Aan de vooravond van de verkiezingen van 1997 werd Tall, net als andere oppositieleiders, gearresteerd, zogenaamd op grond van opruiing en betrokkenheid bij de dood van een politieagent.
Als onderdeel van de lijstverbinding Espoir 2002 won het CNID bij de presidentsverkiezingen van 2002 13 zetels en werd Tall in het parlement gekozen. Van 2002 tot 2007 was hij voorzitter van de Nationale Vergadering. In 2007 werd hij als parlementslid herkozen. In 2013 verloor hij zijn zetel. Tussen 2014 en 2016 was hij minister van Hoger Onderwijs en Wetenschap en van 2016 tot 2017 was hij minister van Digitale Economie en Communicatie. In 2017 werd hij van zijn ministerspost ontheven.